# Jindřich Haša
Jindřich Haša (19. říjen 1876 Kelč – 15. září 1937 Slezská Ostrava) byl moravský učitel kreslení, spisovatel a karikaturista.

## Život
Ve zdrojích je uveden chybně rok úmrtí 1949. Narodil se v rodině obuvníka Vincence Haši a Emy rozené Malátkové. Oženil se s Olgou Anderkovou a měl s ní dvě děti Emu a Maxe.
Psal pedagogické příručky, povídky a pohádky, veselohry a operetní libreta. Kreslil pro učitele a děti a také žertovné obrázky do časopisů. Zabýval se krajinářstvím. R. 1913 řídil s dr. B. Svobodou dětský časopis Náš rozkvět – obrázkový časopis pro dospívající mládež. Používal pseudonym J. H. Hladnovský.
Jindřich Haša byl profesorem na učitelském ústavu ve Slezské Ostravě. Bydlel tam na adrese Komenského 1275.

## Dílo

### Próza
- Růženina kletba: povídka – Žižkov: Josef Jirman, 1921
- Zmařené životy: román – Praha: Antonín Svěcený, 1923
- Bolševik a jiné humoresky – Praha: Josef Šrámek, 1924
- Pohádky milé matičky – ilustrace Václav Čutta. Praha: Eduard Weinfurter, 1926[3]
- Pohádky z amplionu [3]

### Spisy
- Volné kreslení ve škole obecné – pro učitele s textem a 20 listy kreseb. Velké Meziříčí: Alois Šašek, 1912/1913
- Kreslení na nejvyšším stupni vícetřídních škol obecných: jako doplněk ku svému volnému kreslení na škole obecné – Velké Meziříčí: A. Šašek, 1914
- Moderní písmo ozdobné a reforma psaní: příspěvek k vyučování v činné škole – Třebíč: Jan František Kubeš, 1914
- Německé rozhovory: dvacet krátkých rozprav k vyučování němčině dle Meinholdových obrazů pro učitele a kandidáty učitelství – Olomouc: Romuald Promberger, 1916
- Kreslíř: sbírka vzorů – 60 listů vzorů pro dospělejší kreslíře s textem. Moravská Ostrava: Adolf Perout, 1923
- Pisátkem a štětcem: návrhy a vzory kreslířům všech tříd škol občanských a nižších středních, po případě i nejvyššího stupně škol obecných – 60 listů vzorů, s textem. Slezská Ostrava: vlastním nákladem, 1923

### Veselohry
- Klub vousatých: jedno dějství – Praha: J. Šrámek, 1924
- U dvou ťopek: tři dějství a 2 meziaktí – Brtnice: Josef Birmbaum, 1926
- Milion: tři jednání – Brtnice: J. Birmbaum, 1928
- Žolíková aféra: jedno dějství – Praha: František Švejda, 1928/1929
- Miss Pleticha: tři dějství – Praha: F. Švejda, 1928
- Jen se nevdávat: jedno dějství – Praha: F. Švejda, 1929
- Masopustní zločiny: jedno dějství – Praha: F. Švejda, 1929

### Operetní libreta[3]
- Geniální švec
- Milostpánova komorná
- Královnin náhrdelník
- Napoleon IV.

### Jiné
- Co kreslit?: Sbírka námětů ku kreslení ve škole i doma – sestavil. Velké Meziříčí, 1922
- Zarostlé chodníčky – napsal František Homolka; J. Haša nakreslil obrázky. Velké Meziříčí: A. Šašek. 1923
- Našim nejmenším: pohádky, říkanky a roční doby v ilustracích: příručka pro učitelky škol mateřských a pro učitelstvo nejnižšího stupně škol obecných – kreslil. Bedřich Kočí, 1925
- Zastavený herec a jiné klepy o lidech slavných a nesmrtelných – vybral z cizích literatur. Brtnice: J. Birmbaum, 1926
- Němčina maličkých – složil František V. Autrata; ilustroval J. Haša. Moravská Ostrava: Tomáš Pospíšil, 1929
- Co děti těší: náměty ku kreslení ve 2. a 3. školním roce s ukázkami žákovských prací – sestavil. Praha: B. Kočí, 1929